# Крістіан Наварро
Крістіан Наварро (англ. Christian Navarro; нар. 21 серпня 1991, Нью-Йорк, США) — американський актор, відомий за роллю Тоні Паділли в серіалі Netflix «13 причин чому». Він також мав постійну роль у серіалі HBO «Вініл», також він відомий за фільмом «Чи зможете Ви мені пробачити?» який був випущений у 2018 році.

## Біографія
Наварро народився та виріс у районі Бронкс у Нью-Йорку та має пуерторіканське походження.

## Кар'єра
Першим фільмом Наварро був «День мертвих 2: Епідемія» (2005). У 2007 році він з'явився в одному епізоді серіалу «Закон і порядок: Злочинні наміри». Він також грав ролі в різних серіалах, таких як «Блакитна кров», «Таксі: Бруклін» і «Афера». Він також був обраний на роль Джона Уайта у фільмі «Біжи це» (2009).
У 2015 році Наварро знявся в пілотній серії серіалу «Роузвуд». У 2016 році Наварро отримав повторювану роль у серіалі «Вініл». Його великий прорив стався у 2017 році, коли він отримав роль Тоні Падільї у телесеріал «13 причин чому». Він також зіграв ролі в таких фільмах, як «Бушвік» (2017) і «Чи зможете Ви мені пробачити?» (2018). У 2018 році актор отримав нагороду «Висхідна зірка» на Міжнародному кінофестивалі в Сан-Дієго. У 2021 році він знявся в романтичній комедії «Список». Потім у 2022 році він з’явився у надприродному фільмі жахів «Здобич для Диявола».
У 2023 році він з’явився як запрошена зірка у третьому сезоні веб -серіалу «Критична роль». Потім у 2024 році він знявся в реальному подкасті Godkiller: Oblivion як Plenus Eutoches. Раскал зазначив, що справжня п'єса «була номінована на ряді фестивалів на конкурсі Audio Fiction World Cup» і отримала нагороду «Найкращий акторський ансамбль на LA Webfest». Наварро також був номінований на «Найкращу гру персонажа в реальній п’єсі (подкаст)» на WebFest у Нью-Джерсі у 2024 році.

## Фільмографія
| Рік       |   | Українська назва                    | Оригінальна назва                 | Роль            |
| --------- | - | ----------------------------------- | --------------------------------- | --------------- |
| 2005      | ф | День мерців 2: Епідемія             | Day of the Dead 2: Contagium      | Інфікований     |
| 2007      | с | Закон і порядок: Злочинні наміри    | Law & Order: Criminal Intent      | Пако Мендоза    |
| 2009      | ф | Запусти це                          | Run It                            | Джон Вайт       |
| 2013      | с | Блакитна кров                       | Blue Bloods                       | Уніформа №1     |
| 2014      | с | Таксі: Бруклін                      | Taxi Brooklyn                     | Боббі           |
| 2014      | с | Коханці                             | The Affair                        | Джед            |
| 2015      | с | Роузвуд                             | Rosewood                          | Карлос Гомес    |
| 2016      | с | Вініл                               | Vinyl                             | Хорхе           |
| 2016      | с | Тік                                 | The Tick                          | Аллан           |
| 2017      | ф | Бушвік                              | Bushwick                          | Едуардо         |
| 2017—2020 | с | 13 причин чому                      | 13 Reasons Why                    | Антоніо Паділла |
| 2018      | ф | Чи зможете Ви мені пробачити?       | Can You Ever Forgive Me?          | Курт            |
| 2022      | с | Закон і порядок: Спеціальний корпус | Law & Order: Special Victims Unit | Карлос Гузман   |
| 2022      | ф | Здобич для Диявола                  | Prey for the Devil                | Отець Данте     |
| 2022      | с | Місце злочину: Лас-Вегас            | CSI: Vegas                        | Лютер Канал     |
| 2023      | ф | Список                              | The List                          | Джейк           |